# CR大工の源さん
CR大工の源さん（シーアールだいくのげんさん）は、1996年より三洋物産から発売されたデジパチのパチンコ。
三洋の機種の中で『CRギンギラパラダイス』とならんでその爆発的な出玉で大人気となった。
ちなみに『大工の源さん』は元々アイレムから出ていたアクションゲームシリーズであるが、このパチンコ機により近年ではパチンコのキャラクターとしても知られる傾向にある。
本記事では現金機『大工の源さん3』および後継機についても記述する。

## 概要
盤面中央の液晶画面で主人公の源さんがいろいろな動きをし、15図柄中、奇数図柄の一部（3・5・7）と特定の絵柄（源・ハッピ）が揃うと2回ループの確率変動大当たりとなる。その大当たり終了後には高確率状態に突入し、その間通常図柄が2回連続で揃わない限りループが続くため、一回高確率状態に入ると数十連チャンすることもあり、一撃で数万発ということもあった。また、高確率状態終了後も100回転は時短機能が働くため、その間にもまた確変大当たりを引き当てることもあった。また、様々なオカルト打法やオカルト攻略法もこの機種から一般的に語られるようになり、それを専門に漫画化する漫画家（谷村ひとしなど）も生まれた（ただし、オカルト打法や攻略法には有効な攻略要素が全くないことに注意が必要である）。

## スペック
CR 大工の源さん
- 大当たり（特別電動役物（アタッカー）の開放）確率

（低確率）
（設定1）：1/369.5
（設定2）：1/405.5
（設定3）：1/438.5
（高確率）
（設定1）：1/73.9
（設定2）：1/73.5
（設定3）：1/73.1
- 賞球数：5（始動口） & 10（普通入賞口） & 15（大入賞口）
- ラウンド（大当たり1回あたりの、特別電動役物の開放回数）：16ラウンド
- カウント（特別電動役物の開放1回あたりの、概ねの入賞個数）：10カウント
- 確変割合：1/3（2回ループ）
- リミット：なし
- 時短：直近の確変大当たりから連続2回目の通常大当たり終了後100回転

大工の源さん3
- 大当たり確率:1/245.5
- 賞球数：7（始動口） & 15（始動口以外）
- ラウンド：16ラウンド
- カウント：10カウント
- 時短

「7」図柄での大当たり終了後5回目の大当たりまで
5回目に「7」図柄での大当たりを引いた場合のみさらに5回上乗せ

## 関連商品
- ゲームソフト
  - 『Parlor! mini4 パチンコ実機シミュレーションゲーム』（日本テレネット、スーパーファミコン用ゲームソフト）
  - 『Parlor! PRO パチンコ実機シミュレーションゲーム』（1997年4月、日本テレネット、PlayStation用ゲームソフト）
  - 『CR大工の源さんGB』（1998年3月、日本テレネット、ゲームボーイ用ゲームソフト）
  - 『Parlor！PRO64 パチンコ実機シミュレーションゲーム』（1999年1月、日本テレネット、NINTENDO 64用ゲームソフト）
  - 『Parlor! PRO7 パチンコ実機シミュレーションゲーム』（1999年3月、日本テレネット、PlayStation用ゲームソフト）
  - 『CRギンギラパラダイス CR大工の源さん 感謝祭パック』（2002年7月、アンバランス、Windows用PCゲームソフト）
- 音楽
  - 『パチンコ・サウンド・トラックス～大工の源さん、ギンギラパラダイス～』（1999年3月18日、日本クラウン、CRCP-20210）
  - 『「CR大工の源さん」サウンドコンピレーション』（2004年6月23日、ビクターエンタテインメント、VICL-61430）

## 後継機
『大工の源さん』には以下の後継機があり、シリーズ化されている。

### CR大工の源さん（2004年版）
2004年に発売されたデジパチ。図柄が10種類になり、縦スクロール5ラインの構成になっていた。
CR 大工の源さんM3
- 大当たり確率

（低確率）：1/315.5
（高確率）：1/63.1
- 賞球数：4（始動口） & 15（始動口以外）
- ラウンド：15ラウンド
- カウント：9カウント
- 確変割合：1/2（50%）
- リミット：なし
- 時短：高確率状態での通常大当たり終了後100回転

CR 大工の源さんM56
- 大当たり確率

（低確率）：1/338.5
（高確率）：1/67.7
- 賞球数：4（始動口） & 15（始動口以外）
- ラウンド：15ラウンド
- カウント：9カウント
- 確変割合：1/2（50%）
- リミット：なし
- 時短：通常大当たり終了後100回転

### CR新大工の源さん
2005年に発売されたデジパチタイプのパチンコ。初代を踏襲して液晶画面が1ラインとなった。
CR 新大工の源さんM56Z
- 大当たり確率

（低確率）：1/369.5
（高確率）：1/36.95
- 賞球数：3（上始動口） & 5（下始動口）& 10（普通入賞口）& 14（大入賞口）
- ラウンド：15ラウンド
- カウント：9カウント
- 確変割合：60/100（60%）
- リミット：なし
- 時短：通常大当たり終了後100回転

CR 新大工の源さんM61
- 大当たり確率

（低確率）：1/398.5
（高確率）：約1/49.8（低確率の8倍）
- 賞球数：3（上始動口） & 5（下始動口）& 10（普通入賞口）& 15（大入賞口）
- ラウンド：15ラウンド
- カウント：9カウント
- 確変割合：61/100（61%）
- リミット：なし
- 時短：通常大当たり終了後100回転